# Eleccions municipals de València de 1991
Les eleccions municipals de València de 1991 van ser les quartes eleccions municipals del període democràtic segons l'ordenament jurídic de la Constitució Espanyola de 1978 i van correspondre a la IVa Legislatura municipal espanyola. Es van celebrar el diumenge 26 de maig de 1991 i els electors van triar 33 regidors per a la corporació municipal.
Aquestes eleccions van suposar la victòria del Partit Socialista del País Valencià-PSOE amb el 37,3 percent dels vots i 13 escons, mantenint els escons respecte l'any 1987 i sense obtindre majoria absoluta. En segon lloc i amb el 25,5 percent dels vots i 9 escons va quedar el Partit Popular que millorà els resultats de 1987 superant en vots i escons a Unió Valenciana. Aquesta quedà tercera amb un 21,56 percent dels vots i 8 escons, obtenint més vots i un escó més que l'any 1987. En cinqué lloc quedà Esquerra Unida del País Valencià, nova marca dels comunistes, que millorà els resultats en escons del 1987 però no en vots amb un 3,6 percent dels sufragis.
Els socialistes van guanyar a tots els districtes del de la ciutat excepte als quatre districtes de la zona centre que són Ciutat Vella, l'Eixample, Extramurs i el Pla del Real on s'imposaren els conservadors. Els socialistes van aconseguir els millors resultats als districtes de Pobles de l'Oest, Benicalap, Rascanya i Poblats Marítims. Els conservadors a Ciutat Vella, El Pla del Real, l'Eixample i Extramurs obtenint els seus millors resultats al districte del Pla del Real. Els candidats regionalistes i comunistes no van aconseguir imposarse en cap districte.
La candidata del Partit Popular, na Rita Barberà i Nolla, va ser investida alcaldessa de València després d'un acord post-electoral entre el Partit Popular i Unió Valenciana.

## Candidatures

### Partit Socialista del País Valencià-PSOE
- Candidat a alcaldable: Ricard Pérez Casado

### Unió Valenciana
- Candidat a alcaldable: Vicent González i Lizondo

### Aliança Popular
- Candidat a alcaldable: Martín Quirós

### Centre Democràtic i Social
- Candidat a alcaldable: Manuel del Hierro García

### Esquerra Unida-Unitat del Poble Valencià
- Candidat a alcaldable: Carmen Arjona Raigón

## Sistema electoral
El Consell Municipal de València és l'organisme de primer ordre de govern del municipi de València i està compost per l'Alcalde, el govern municipal i la resta de regidors electes. Les eleccions municipals es realitzen per sufragi universal, que permet votar a tots els ciutadans de més de 18 anys, empadronats al municipi de València i que tenen l'absolut manteniment dels seus drets civils i polítics.
Els regidors són triats per la Regla D'Hondt en llistes electorals tancades i per representació proporcional amb una tanca electoral del 5 percent dels vots, inclosos les paperetes en blanc. Els partits que no aconseguisquen el 5 percent dels vots no obtindran representació a la cambra municipal.
L'Alcalde es triat pels regidors electes. Segons la llei electoral, si no hi haguera una majoria clara per investir l'alcalde, s'investiria el candidat de la candidatura més votada.
La llei electoral preveu que els partits, coalicions, federacions i agrupacions d'electors puguen presentar llistes amb els seus candidats. Les Agrupacions d'Electors hauran de presentar les signatures d'un 0,1 percent dels electors empadronats al municipi durant els mesos previs a les eleccions. Els electors poden firmar en més d'una de les llistes de cada candidatura. Actualment, els partits i coalicions que volen presentar-se a les eleccions ho han de comunicar a les autoritats competents (Junta Electoral) en un termini de 10 dies des de l'anunci de convocatòria d'eleccions.

## Sondatges
| Sondeig                                   | Sondeig     |       |      |     |       | IU-UPV |
| ----------------------------------------- | ----------- | ----- | ---- | --- | ----- | ------ |
| Demoscopia/El País, 22-26 de maig de 1987 | Percentatge | 40,4% | 8,7% | 31% | 12,3% | 6,2%   |
| Demoscopia/El País, 22-26 de maig de 1987 | Escons      | 14    | 3    | 10  | 4     | 2      |

## Resultats
|                |                                                                    |         |       |        |        |        |
| Candidatures   | Candidatures                                                       | Vots    | Vots  | Vots   | Escons | Escons |
| Candidatures   | Candidatures                                                       | Vots    | %     | ±pp    | Total  | +/−    |
|                | Partit Socialista Obrer Espanyol (PSPV-PSOE)                       | 143,037 | 36.75 | –12.08 | 13     | –5     |
|                | Unió Valenciana (UV)                                               | 77,353  | 19.87 | n/a    | 7      | +5     |
|                | Alianza Popular (AP)                                               | 73,830  | 18.97 | n/a    | 7      | –4     |
|                | Centre Democràtic i Social (CDS)                                   | 44,133  | 11.34 | +9.41  | 4      | +4     |
|                | Coalició Esquerra Unida-Unitat del Poble Valencià (IU-UPV)         | 30,963  | 7.96  | –1.09  | 2      | ±0     |
|                |                                                                    |         |       |        |        |        |
|                | Partit dels Treballadors d'Espanya-Unitat Comunista (PTE–UC)       | 5,608   | 1.44  | New    | 0      | ±0     |
|                | Vertice Español de Reivindicación del Desarrollo Ecologico (VERDE) | 3,278   | 0.84  | Nou    | 0      | ±0     |
|                | Coalició Electoral Valenciana (CEV)                                | 2,370   | 0.61  | Nou    | 0      | ±0     |
|                | Partit Demòcrata Popular-Centristes Valencians (PDP–CV)            | 1,096   | 0.28  | Nou    | 0      | ±0     |
|                | Plataforma Humanista (PH)                                          | 879     | 0.23  | Nou    | 0      | ±0     |
|                | Falange Espanyola de les JONS (FE–JONS)                            | 860     | 0.22  | Nou    | 0      | ±0     |
|                | Unificació Comunista d'Espanya (UCE)                               | 800     | 0.21  | Nou    | 0      | ±0     |
|                | Unitat Popular Republicana (UPR)3                                  | 601     | 0.15  | +0.01  | 0      | ±0     |
| Blank ballots  | Blank ballots                                                      | 4,406   | 1.13  | +0.70  |        |        |
|                |                                                                    |         |       |        |        |        |
| Total          | Total                                                              | 389,214 |       |        | 33     | ±0     |
|                |                                                                    |         |       |        |        |        |
| Vots vàlids    | Vots vàlids                                                        | 389,214 | 98.67 | –0.07  |        |        |
| Vots invàlids  | Vots invàlids                                                      | 5,235   | 1.33  | +0.07  |        |        |
| Participació   | Participació                                                       | 394,449 | 71.52 | +1.60  |        |        |
| Abstencions    | Abstencions                                                        | 157,058 | 28.48 | –1.60  |        |        |
| Cens electoral | Cens electoral                                                     | 551,507 |       |        |        |        |
|                |                                                                    |         |       |        |        |        |
| Fonts          |                                                                    |         |       |        |        |        |

## Votació de l'Alcalde
Amb els vots del grup socialista i comunista i l'abstenció dels centristes, Ricard Pérez Casado, va ser elegit Alcalde de València.
| Resultat de la votació d'investidura de l'Alcalde de València Majoria absoluta: 17/33 |                                                         |                              |    |   |   |    |         |
| Candidat                                                                              | Data                                                    | Vot                          |    |   |   | EU | Total   |
| Rita Barberà i Nolla (PP)                                                             | 5 de juliol de 1991 Majoria requerida: Absoluta (17/33) | 1                            |    | 9 | 8 |    | 17 / 33 |
| Rita Barberà i Nolla (PP)                                                             | 5 de juliol de 1991 Majoria requerida: Absoluta (17/33) | No                           | 13 |   |   | 3  | 16 / 33 |
| Rita Barberà i Nolla (PP)                                                             | 5 de juliol de 1991 Majoria requerida: Absoluta (17/33) | Font: Ajuntament de València |    |   |   |    |         |